# Mniotilta
Mniotilta is een geslacht van zangvogels uit de familie Amerikaanse zangers (Parulidae).

## Soorten
Het geslacht kent de volgende soort:
- Mniotilta varia – Bonte zanger